# Barisan Revolusi Nasional Melayu Patani
El Barisan Revolusi Nasional Melayu Patani (BRN) és un partit polític i militar de Tailàndia, que fou fundat el març de 1963 com escissió del Barisan Nasional Pembe-Basan Pattani (BNPP) amb l'objectiu d'establir un estat malai a Patani, al sud de Tailàndia.
El 1988 es va dividir en tres faccions: el BRN Kongres (l'ala militar dirigida per Rosa Buraso), el BRN Koordinasi (l'ala més activa), i el BRN Uram (l'ala religiosa).

Barisan Revolusi Nasional Melayu Pattani, i BRN-Congress
BRN-Coordinate
BRN-Uram